# Ulrich Maurer (Politiker)

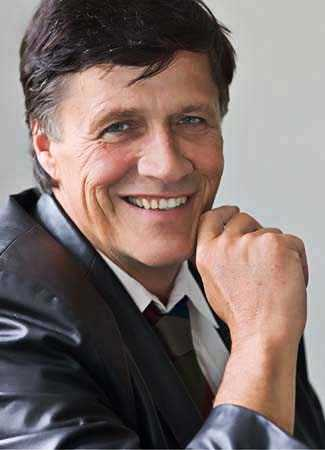
Ulrich Maurer, 2005

Ulrich Maurer (* 29. November 1948 in Stuttgart) ist ein deutscher Politiker (Die Linke, davor SPD). Er war von 2005 bis 2013 Mitglied des Deutschen Bundestages, Mitglied des geschäftsführenden Vorstandes der Partei Die Linke und von 1980 bis 2005 Mitglied des Landtages von Baden-Württemberg. Er ist Angehöriger der G 10-Kommission (2005–2018 ordentliches Mitglied, seit 2018 stellvertretendes Mitglied).
Von 1987 bis 1999 war Maurer Vorsitzender der SPD Baden-Württemberg und von 1992 bis 2001 Vorsitzender der SPD-Landtagsfraktion. Im Jahr 2005 trat er aus der SPD aus und wurde unter Beibehaltung seines Landtagsmandats Mitglied der WASG, die mit der PDS ein Bündnis einging und auf den Landeslisten der Linkspartei PDS zur Bundestagswahl 2005 antrat.

## Leben
Ulrich Maurer besuchte in Stuttgart die Schule bis zum Abitur, studierte bis 1974 Rechtswissenschaft an der Uni Tübingen und ließ sich nach dem Assessorexamen als selbständiger Rechtsanwalt in Stuttgart nieder. Er ist katholisch, Vater von zwei Kindern und in zweiter Ehe mit Christine Rudolf verheiratet.

## Politik
Maurer war von 1971 bis 1980 für die SPD Mitglied des Gemeinderats der Stadt Stuttgart. Bei der Oberbürgermeisterwahl 1982 unterlag er gegen Manfred Rommel. Er zog nach der Landtagswahl am 16. März 1980 erstmals in den Landtag von Baden-Württemberg ein. Von 1992 bis 2001 war er Vorsitzender der SPD-Landtagsfraktion. In den frühen 1980er Jahren unterstützte er – gegen die damalige SPD-Führung unter Bundeskanzler Helmut Schmidt – Forderungen der Friedensbewegung gegen den NATO-Doppelbeschluss. 1993 arbeitete er an einem Bündnis, um Gerhard Schröder als SPD-Parteivorsitzenden zu verhindern.
Maurer war von 1987 bis 1999 auch Vorsitzender der Landes-SPD Baden-Württemberg und von 1990 bis 2003 innenpolitischer Sprecher im SPD-Bundesvorstand. Bei der Bundestagswahl 1994 war Maurer im Schattenkabinett von Rudolf Scharping als Innenminister aufgestellt. Von 1995 bis 1999 und von September bis November 2001 war er zusätzlich Mitglied des SPD-Präsidiums. In dieser Zeit wurde Maurer wegen konservativer Stellungnahmen zu sicherheitspolitischen Fragen dem rechten Flügel der SPD zugeordnet.
Nach dem Rückzug aus der ersten Reihe der Bundes- und Landes-SPD wandte er sich verstärkt wirtschafts- und sozialpolitischen Fragen zu und vertrat dort im Vergleich zum SPD-Vorstand weiter links stehende Positionen. Zuletzt bewarb Maurer sich in der SPD überraschend für Platz 1 der Landesliste in Baden-Württemberg für die Europawahl 2004 als Gegenkandidat zur vom SPD-Parteivorstand favorisierten Evelyne Gebhardt. Die Abstimmung verlor er mit 27,1 Prozent der Stimmen und kündigte an, bei der nächsten Landtagswahl nicht mehr antreten zu wollen.
Am 24. Mai 2005, vier Monate vor der Bundestagswahl 2005, erhob Maurer in einem Brief scharfe Vorwürfe an die Mitglieder des SPD-Parteivorstands; die Parteiführung habe sozialdemokratische Grundwerte verraten und sich der verantwortungslosen und nicht sozialdemokratischen Politik Gerhard Schröders gebeugt. Maurer warnte: „Es gibt keine Ewigkeitsgarantie für die Volksparteien und schon gar nicht für solche, die die Teile des Volkes, die sie am dringendsten brauchen, nicht mehr vertreten.“
Am 27. Juni 2005 trat Maurer aus der SPD aus und in die WASG ein, die mit der umbenannten PDS ein Wahlbündnis für die Bundestagswahl 2005 einging.
Da er sein über die SPD errungenes Landtagsmandat beibehielt, war er das erste WASG-Mitglied in einem deutschen Landesparlament. Er legte dieses Landtagsmandat nach seiner Wahl in den 16. Deutschen Bundestag nieder. Seine Nachfolgerin im Landtag wurde Edeltraud Hollay (SPD).
Für die Bundestagswahl 2005 am 18. September 2005 kandidierte Maurer auf Platz 1 der Landesliste des Wahlbündnisses Linkspartei Baden-Württemberg. In der Linksfraktion teilte er sich bis Oktober 2009 mit Dagmar Enkelmann die parlamentarische Geschäftsführung; danach war er stellvertretender Fraktionsvorsitzender.
Bei der Bundestagswahl 2013 trat er nicht mehr an. Nach seinem Ausscheiden aus dem Bundestag engagierte der Vorsitzende der Linksfraktion Gregor Gysi ihn 2014 als Berater.

## Publikationen
- als Herausgeber mit Hans Modrow: Überholt wird links. Was kann, was will, was soll die Linkspartei. edition ost, Berlin 2005, ISBN 3-360-01068-X.
- Eiszeit. Staatsstreich des Kapitals oder Renaissance der Linken. Riemann, München 2006, ISBN 3-570-50070-5.
- Wars das? Ein Nachruf auf die SPD. VSA Verlag, Hamburg 2018, ISBN 978-3-89965-840-8.